# Cantonul Viverols
Cantonul Viverols este un canton din arondismentul Ambert, departamentul Puy-de-Dôme, regiunea Auvergne, Franța.

## Comune
- Baffie
- Églisolles
- Medeyrolles
- Saillant
- Saint-Just
- Sauvessanges
- Viverols (reședință)